# Magdalene Siebenbrodt

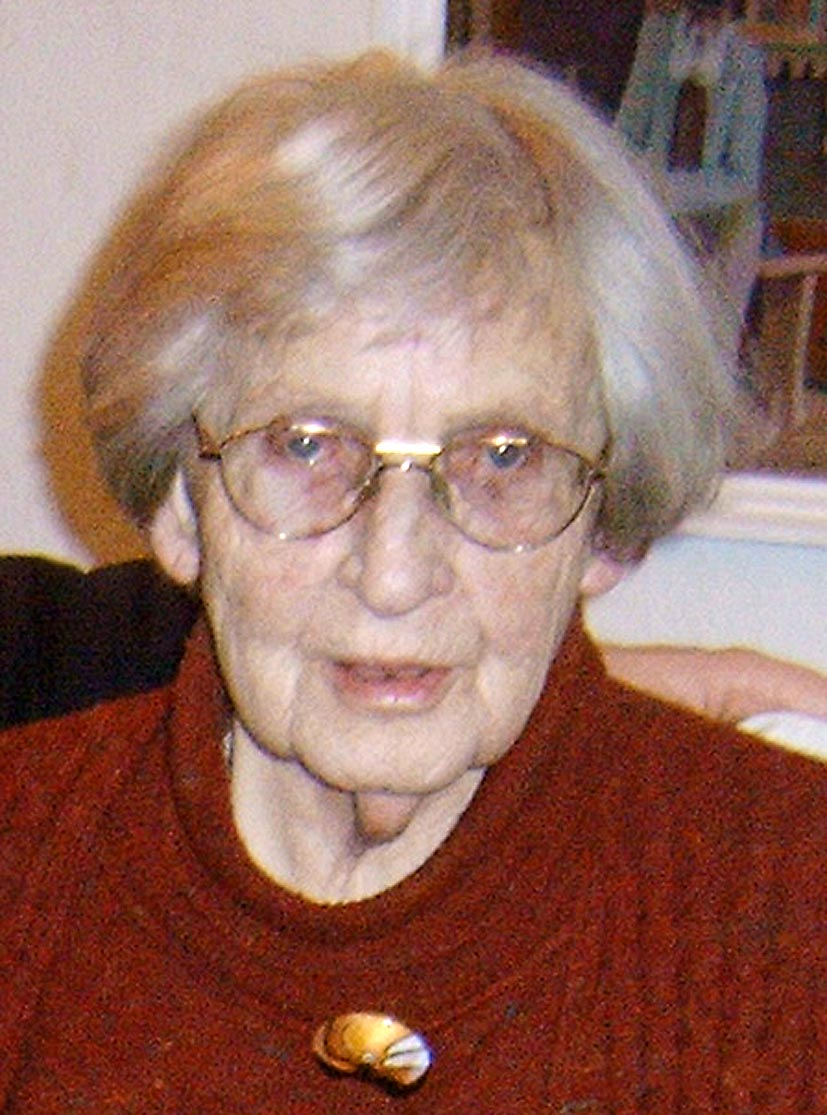
Magdalene Siebenbrodt, 2005

Magdalene Siebenbrodt (* 3. Mai 1920 in Warsleben; † 18. Mai 2007 in Halle (Saale); geb. Magdalene Schaper) war eine deutsche Sprachwissenschaftlerin und Germanistin.

## Leben
Magdalene Siebenbrodt wuchs auf dem elterlichen Bauernhof in Warsleben auf.
Nach der Grundschule und der Mittelschule wechselte sie an das Gymnasium. Dann, nach einem Jahr Landfrauenschule und dem Reichsarbeitsdienst-Pflichthalbjahr ging sie 1939 an die Pädagogik-Fachhochschule in Braunschweig. Nach Kriegsbeginn erkannte man ihre Befähigung zum Universitätsstudium, das sie 1940 in Leipzig aufnahm und kurz danach in Prag fortsetzte.
Danach konzentrierte sich die Germanistik-Studentin der Universität Prag von Prag aus auf ihr Promotionsthema „Die Wandlung der Mundart Warslebens im Laufe der lebenden Generationen“. Gespräche mit Menschen der verschiedenen Generation ergaben genug Material für die Darstellung sprachlicher Veränderungen von den Alten zu den Jungen. Nach zwei Jahren war die Dissertation fertig und als 22-Jährige wurde sie die jüngste weibliche Trägerin des Doktortitels.
Die junge Germanistin ging als Dozentin für deutsche Sprache an die Deutsche Akademie in Lüttich und Gent. Während sie in Belgien lehrte, arbeiteten belgische Kriegsgefangene auf dem elterlichen Hof in Warsleben. Für diese Gefangenen wagte sie die Aufnahme verbotener persönlicher Kontakt zu deren Familien in Belgien. Daraus erwuchs eine lebenslange Freundschaft mit Jeanne de Geyter, der Cousine eines der Kriegsgefangenen.
Nach dem Kriegsende und Zusammenbruch begann sie im Oktober 1945 als Neulehrer an der Goethe-Schule in Oschersleben. Ab Januar 1946 dozierte sie auch am dortigen Seminar für Neulehrer. Der Kursteilnehmer und Kriegsheimkehrer ohne Ausbildung, Joachim Siebenbrodt aus Hornhausen, war von der vier Jahre älteren Dozentin beeindruckt, wie sie von seinen geistigen Fähigkeiten. Sie schlug ihn zum Studium vor, beide wurden ein Paar; 1950 heirateten sie.
In Halle, wo sie Dozentin am Institut für Lehrerbildung wurde, hatten sie die erste gemeinsame Wohnung. Dann wechselten sie nach Greifswald an die Ernst-Moritz-Arndt-Universität, sie als Dozentin an der Arbeiter-und-Bauern-Fakultät und ihr Mann erhielt nach seinem Psychologiestudium einen Lehrauftrag. In Greifswald wurde im November 1951 ihr Sohn Michael und im August 1953 der zweite Sohn Klaus geboren. Danach zog die Familie nach Berlin, wo Joachim Siebenbrodt Doktorand an der Humboldt-Universität und sie Wissenschaftliche Aspirantin wurde. Nachdem sie 1954 Dozentin für Methodik des Deutschunterrichts an der Martin-Luther-Universität Halle wurde, verlegte sie ihren Wohnsitz nach Halle.
Dort entstand eine enge Beziehung zu dem an der Universität lehrenden Maler Conrad Felixmüller. Da der Künstler in der DDR-Zeit nicht wohlgelitten war, wollten weder Rektor noch Dekan der Martin-Luther-Universität Halle ihm 1962 eine Laudatio zum 65. Geburtstag halten, so dass dies schließlich Magdalene Siebenbrodt übernahm. Beruflich blieb ihr Lehren an der Universität eng mit der Schulpraxis verbunden. Sie nahm die Möglichkeit wahr, auch an Schulen in Halle Deutsch zu unterrichten. Jahrzehntelang wirkte sie mit an den Lehrplänen für den Deutschunterricht, den neuen Auflagen des Schulbuches „Unsere Muttersprache“ und der Zeitschrift „Deutschunterricht“. 1966 legte sie als Habilitationsschrift eine Untersuchung zur Einwirkung des Grammatikunterrichts auf schriftliche Schüleräußerungen vor – überprüfte also anhand sichtbarer Ergebnisse die Effizienz dessen, womit sie als engagierte Pädagogin und Germanistin seit langem befasst war.
Außerdem veröffentlichte sie zahlreiche Rezensionen zu Werken, wie z. B. „Geschichten aus der Zukunft“ und „Leute, die ich kenne“ der Autorin Bettina Licht. Bis zuletzt unterrichtete sie Deutsch für junge Mosambikaner und junge Menschen anderer Nationalitäten. Sie hat zwei Söhne und vier Enkel.

## Veröffentlichungen
- Die Wandlung der Mundart Warslebens im Laufe der lebenden Generationen, Prag 1942
- (mit Gerhard Schreinert): Unsere Muttersprache 7 Übungsstoffe für den Deutschunterricht Klasse 7, Volk und Wissen Volkseigener Verlag, Berlin 1952/1953 – 1957
- (mit Gerhard Schreinert): Unsere Muttersprache 6 Übungsstoffe für den Deutschunterricht Klasse 6, Volk und Wissen Volkseigener Verlag, Berlin 1954
- Ein Beitrag zur Einwirkung des Grammatikunterrichts auf schriftliche Schüleräußerungen, Halle 1966
- (mit Gerhard Schreinert): Unsere Muttersprache 8 Übungsstoffe für den Deutschunterricht Klasse 8, Volk und Wissen Volkseigener Verlag, Berlin 1963
- (mit Horst Müller): Unsere Muttersprache 9/10 Übungsstoffe für den Deutschunterricht Klassen 9/10, Volk und Wissen Volkseigener Verlag Berlin, 1973

## Mitgliedschaften und Initiativen
- Mitglied der Georg-Friedrich-Händel-Gesellschaft (Halle (Saale))
- Mitglied der Goethe-Gesellschaft (Halle (Saale))

| Personendaten    | Personendaten                                    |
| ---------------- | ------------------------------------------------ |
| NAME             | Siebenbrodt, Magdalene                           |
| ALTERNATIVNAMEN  | Schaper, Magdalene (Geburtsname)                 |
| KURZBESCHREIBUNG | deutsche Sprachwissenschaftlerin und Germanistin |
| GEBURTSDATUM     | 3. Mai 1920                                      |
| GEBURTSORT       | Warsleben                                        |
| STERBEDATUM      | 18. Mai 2007                                     |
| STERBEORT        | Halle                                            |